# Plaza Dam

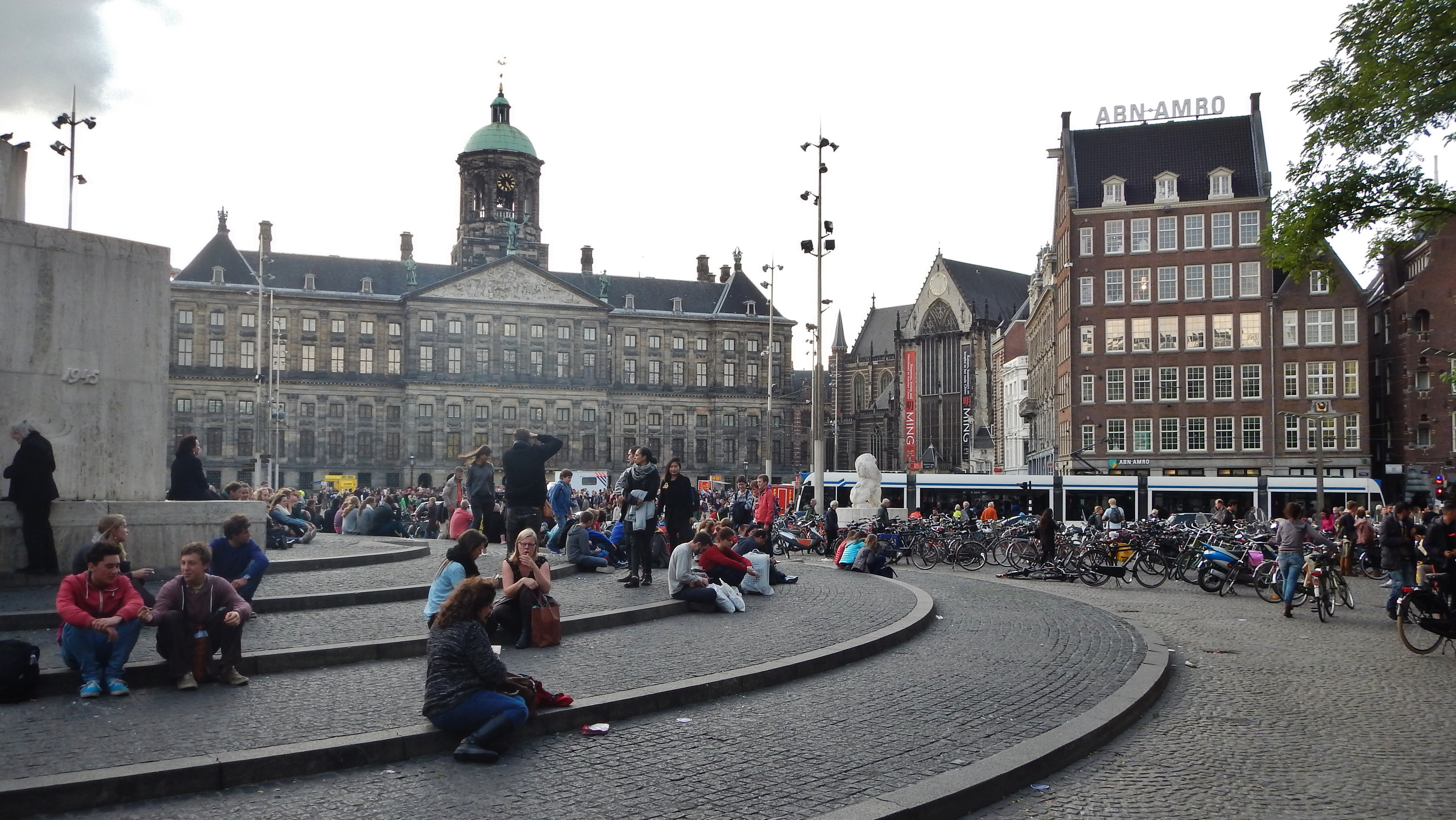
La plaza Dam en 2013. La iglesia nueva de Ámsterdam se aprecia al fondo.

La plaza Dam, o simplemente Dam (neerlandés: Presa) es una plaza de la ciudad de Ámsterdam, la capital de los Países Bajos. Sus edificios notables y sus frecuentes eventos la convierten en uno de los lugares más conocidos e importantes de la ciudad.

## Localización y descripción
La plaza Dam se encuentra en el centro histórico de Ámsterdam, a unos 750 metros al sur del principal centro de transportes de la ciudad, la Estación Central de Ámsterdam. Es más o menos rectangular y se extiende unos 200 metros de oeste a este, a unos 100 metros de norte a sur. Une las calles Damrak y Rokin, que corren a lo largo del curso original del río Amstel desde la Estación Central de Muntplein (Casa de Moneda de la Plaza) y Munttoren. La plaza también marca el punto final de otras calles muy transitadas, Nieuwendijk, Kalverstraat y Damstraat. Un poco más allá de la esquina noreste se encuentra el principal barrio rojo, De Wallen.
En el extremo oeste de la plaza se encuentra el neoclásico Palacio Real, que funcionó como ayuntamiento desde 1655 hasta su conversión en residencia real en 1808. Junto a él están la iglesia gótica del siglo XV de Nieuwe Kerk (Iglesia Nueva) y el Museo de Cera de Madame Tussaud. El Monumento Nacional, un pilar de piedra blanca diseñada por Jacobus Johannes Pieter Oud y construido en 1956 en memoria de las víctimas de la Segunda Guerra Mundial, domina el lado opuesto de la plaza. También con vistas a la plaza están el NH Grand Hotel Krasnapolsky y los exclusivos grandes almacenes Bijenkorf. Estas atracciones han convertido a la plaza Dam en una zona turística. La plaza, además,  está llena de palomas.

## Historia

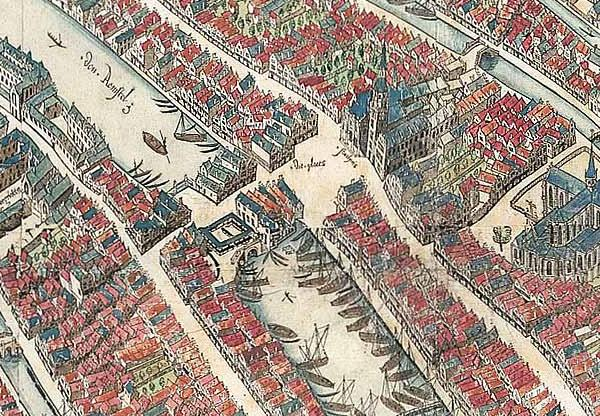
Ilustración de la Plaza Dam en 1544.

La plaza debe su nombre a su función original: una presa en el río Amstel, de ahí también el nombre de la ciudad. Construida aproximadamente en 1270, la presa supuso la primera conexión entre los asentamientos ubicados a ambos lados del río.
A medida que la presa fue construida, esta se hizo lo suficientemente amplia como para albergar una plaza, la cual quedó establecida como el centro de la ciudad, desarrollándose esta a su alrededor. La plaza Dam, tal como la conocemos hoy, surgió de lo que originalmente eran dos plazas: la presa en sí, llamado Middeldam, y Plaetse, una plaza adyacente al oeste. Un gran mercado de pescado surgíó en la presa, ahí donde los buques cargaban y descargaban mercancías. Esta área se convirtió no solo en un centro de actividad comercial, sino también político, al situarse allí el ayuntamiento de Ámsterdam. 

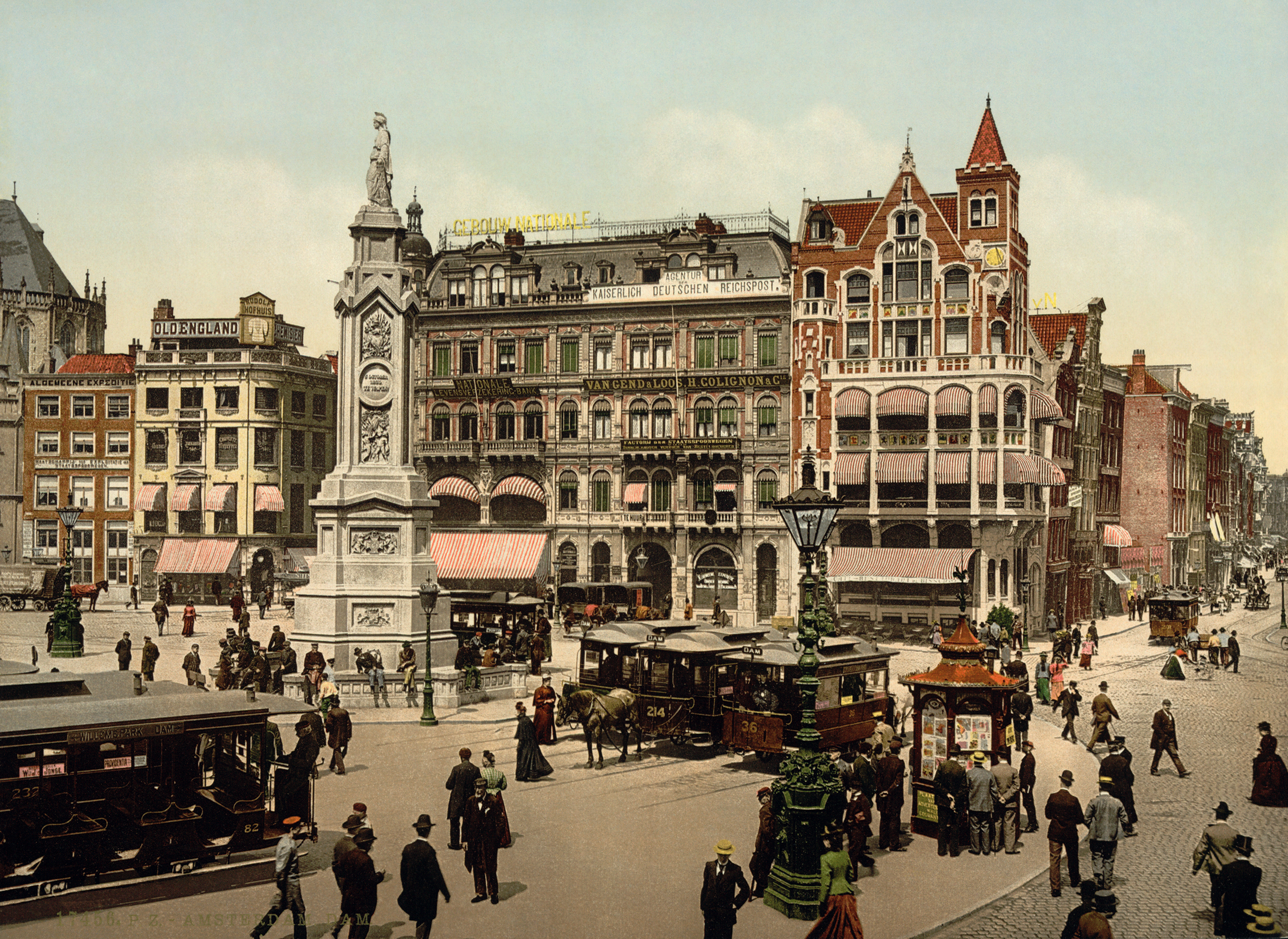
La plaza en los años 1890.

Como mercado, la plaza Dam contaba con una casa oficial de pesos y medidas que puede verse en algunos cuadros antiguos. Esta fue demolida en 1808 por orden de Luis Bonaparte, quien, tras establecer su residencia en el reconvertido Palacio Real, se quejó de que esta obstruía su visión. En 1808 fue el área de recepción de Napoleón y sus tropas durante la toma de la ciudad.
El Damrak, o la antigua desembocadura del río Amstel, se llenó parcialmente en el siglo XIX, desde entonces, la plaza Dam ha sido rodeado por tierra por todos lados. La nueva tierra dio lugar a la Beurs van Zocher, una bolsa de valores que se construyó en 1837. Después de que el comercio de acciones se trasladó a la Beurs van Berlage en 1903, el edificio Zocher fue demolido. En su lugar, los grandes almacenes De Bijenkorf se han mantenido desde 1914. 
En 1856, un memorial de guerra llamado De Eendracht (La unidad) se dio a conocer el interior de la plaza ante el rey Guillermo III. Una columna de piedra con una estatua de mujer en la parte superior, el monumento adquirió el apodo de "Naatje op de Dam". Fue retirada en 1914.